# Citazionismo
Citazionismo è la corrente artistica nota anche come Appropriation Art, che teorizzava un ritorno alla manualità, all'uso dei colori della pittura dopo anni di dominazione dell'arte concettuale. Sul piano internazionale il periodo di riferimento più importante per il movimento fu probabilmente il 1925, quando si tenne una mostra d'arte a Mannheim dedicata alla Nuova oggettività; mentre in Italia è stato il 1984, anno in cui la corrente artistica delineatasi tra la fine degli anni settanta e primi anni ottanta del Novecento e denominata Anacronismo ha avuto la sua consacrazione alla Biennale di Venezia come una delle più tipiche espressioni della cultura postmoderna.
Tramontata ogni illusione di lineare progresso storico, caduto il mito dell'Avanguardia, svanita l'aura dell'Opera, soppiantata dalla sua riproduzione tecnica (Jean Baudrillard), Il Citazionismo si basa sull'idea, tarda e manieristica variante del principio di montaggio tipico della modernità e dei modernismi, che sia possibile misurarsi con l'intero bagaglio della tradizione artistica senza più distinzioni diacroniche o gerarchiche.
Ebbe punti di contatto più o meno marcati con il realismo, il neoclassicismo, l'espressionismo, il dadaismo e il surrealismo. Oltre a citare liberamente stili e linguaggi del passato, come avviene soprattutto in campo pittorico, dai Nuovi Selvaggi tedeschi (Neuen Wilden) alla Transavanguardia (Enzo Cucchi, Sandro Chia ecc.) e agli Anacronisti (Andrea Vizzini, Carlo Maria Mariani ecc.), alcuni autori si "appropriano" anche di opere altrui, problematizzando il rapporto tra copia e originale. È il caso dell'artista statunitense Sherrie Levine, una delle più radicali interpreti di questa tendenza, che rifotografa celebri foto di Walker Evans e Karl Blossfeldt, firmandole con il proprio nome oppure il caso di Mike Bidlo che "rifà" fedelmente capolavori del XX secolo, da Picasso a Duchamp.

## In Italia
Il sostegno critico di Maurizio Calvesi ed Enrico Crispolti portò alla ribalta esponenti quali Alberto Abate (1946), Roberto Barni (1939), Ubaldo Bartolini (1944), Carlo Maria Mariani (1931), Andrea Vizzini (1949), Bertocchi (1946), Lorenzo Bonechi (1955-95), Stefano di Stasio (1948), Paola Gandolfi e Omar Galliani (1954).
Andrea Vizzini nel 1984, invitato da Maurizio Calvesi a partecipare ad una mostra sui citazionisti, rifiuta con la motivazione, che per lui l'uso delle opere della classicità nel suo lavoro, rappresentava un "tema" non una citazione.